# Pokolj u Batepáu
Pokolj u Batepáu dogodio se 3. veljače 1953. u São Toméu kada je stotine domorodačkih kreola poznatih kao forros pobila kolonijalna uprava i portugalski zemljoposjednici. Mnogi "forrosi" vjerovali su da ih vlada namjerava prisiliti da rade kao ugovorni radnici, čemu su se usprotivili. Kao odgovor, guverner je za nemire okrivio komuniste i naredio vojsci da uhiti takve pojedince, a civilima da se zaštite. Ovo se brzo pretvorilo u krvoproliće, što je rezultiralo smrću stotina "forrosa". Nikakva komunistička zavjera nikada nije dokazana.

## Pozadina
Carlos Gorgulho preuzeo je dužnost guvernera 1945. godine. U to je vrijeme otok Sveti Toma bio jedan od najvećih svjetskih proizvođača kakaoa. Velike plantaže, nazvane roças, zauzimale su većinu obradivog zemljišta na otoku. Roças je djelovao kao kvazi-feudalni sustav koji koristi ugovorne radnike (serviçais) iz kopnene Afrike i Zelenortskih otoka. Forrosi su uvijek odbijali ručni poljski rad na imanjima, jer su ga smatrali robovskim radom. Prema Gorgulhovoj procjeni, politika ekonomske modernizacije portugalskog Estado Novo režima zahtijevala je razbijanje ovisnosti Svetog Tome o ugovornim radnicima iz prekomorskih zemalja. Kako bi to postigao, Gorgulho je implementirao politike kako bi "serviçaise" olakšao vratiti kući dok je u isto vrijeme poboljšavao uvjete na roçasima, za koje se nadao da će privući lokalnu radnu snagu. Također je uveo mjere usmjerene na egzistenciju forrosa kao što je zabrana prodaje palminog vina i lokalno proizvedenog džina te podizanje poreza na biralište s 30 na 90 eskuda; Gorgulho je vjerovao da će te mjere rezultirati time da "forrosi" preuzmu najamni rad na roçasima.
Gorgulho se također suočio s nedostatkom radne snage za izvođenje javnih radova i građevinskih projekata. Kolonijalna uprava koristila je policijske racije za otmice ljudi za prisilni rad kako bi odrađivali velik dio ovih poslova.

## Kriza
Suočena s raširenim nedostatkom radne snage, kolonijalna uprava predložila je 1952. naseljavanje 15 tisuća ljudi sa Zelenortskih otoka na São Tomé. Zatim su se u siječnju 1953. proširile glasine da će vlada zaplijeniti zemlju "forrosa" kako bi ju dala novopridošlim Zelenorćanima i prisiliti "forrose" da rade kao ugovorni radnici. Dana 2. veljače 1953. u São Toméu su se pojavili rukom pisani pamfleti u kojima se prijetilo ubojstvom svakome tko kao radnike primi "forrose". Vlada je odgovorila službenom izjavom: "Vlada je obaviještena da pojedinci koji su neprijateljski nastrojeni prema sadašnjoj politici, poznati kao komunisti, šire tendenciozne glasine u smislu da se kreoli moraju obvezati da sami ugovore posao na "roçasima" poput serviçaisa. Vlada izjavljuje da niti jedan kreol ne bi trebao pridati zasluge ovim glasinama, već bi takve pojedince trebao prijaviti policiji. Dakle, vlada koja ima obvezu štititi kreole, kao što je uvijek radila, jamči im da nikada neće pristati odobriti takve ugovore." Gomile prosvjednika okupile su se 3. veljače i policija je ubila jednog od njih, Manuela da Conceição Soaresa. Njegova smrt potaknula je veliki prosvjed u Trindadeu sljedeći dan.

## Pokolji
Gorgulho je obavijestio koloniste i upravu da se sprema komunistička pobuna i uputio je poziv svim bijelim kolonistima da uzmu oružje kako bi zaštitili sebe i bijele žene. Milicije su se brzo formirale te su se i neki Zelenorćani odazvali pozivu na oružje. Osim toga, plantažeri su mobilizirali angolske i mozambičke radnike. Tijekom sljedećih nekoliko dana milicije i kolonijalne vlasti ubile su stotine forrosa. Dvadeset i osam ljudi su u ćelijama ugušili lokalni policajci, Corpo de Polícia Indígena (CPI, domorodački policijski korpus), a na jednom je imanju dvadeset ljudi živo spaljeno. Vlasti su podvrgavale zatvorenike mučenju pomoću struje i desetine zatvorenika umrlo je od posljedica mučenja, premlaćivanja i prisilnog rada . Vlasti su mnoga tijela bacile u more. Ostao je zabilježen Gorguhlov savjet provoditeljima zločina: "Baci ovo sranje u more da izbjegneš nevolje".

## Posljedice
Dana 4. ožujka pripadnici portugalske Međunarodne i državne obrambene policije stigli su provesti istragu o navodnoj komunističkoj zavjeri. Brzo su zaključili da takve zavjere nema i u travnju je Sarmento Rodrigues, ministar prekomorskih teritorija, naredio Gorgulhu da se vrati u Lisabon. Promaknut je u čin generala i za svoje djelovanje pohvaljen od ministra vojske, generala Abranchesa Pinta. Sedmorici "forrosa" suđeno je za ubojstvo dvojice policajaca.
Pokolj u Batepáu označio je uspon pokreta za neovisnost u portugalskom Svetom Tomi i Principu, a svake godine 3. veljače obilježava se kao nacionalni praznik, Dan mučenika za slobodu (Dia de Mártires da Liberdade).